# Stabio
Stabio je obec na jihu Švýcarska v kantonu Ticino, blízko hranic s Itálií. Žije zde přibližně 4 600 obyvatel. Nachází se v nejjižnější části Švýcarska, nedaleko italského města Varese.

## Geografie
Obec leží deset kilometrů od Chiassa na hranicích s Itálií. Pod obec spadají místní části Gaggiolo, Santa Margherita a San Pietro.
Sousedními obcemi jsou Clivio (v italské provincii Varese) na severu, Mendrisio na východě, Bizzarone (v italské provincii Como), Rodero (provincie Como) na jihu a Cantello (provincie Varese) na západě.

## Historie

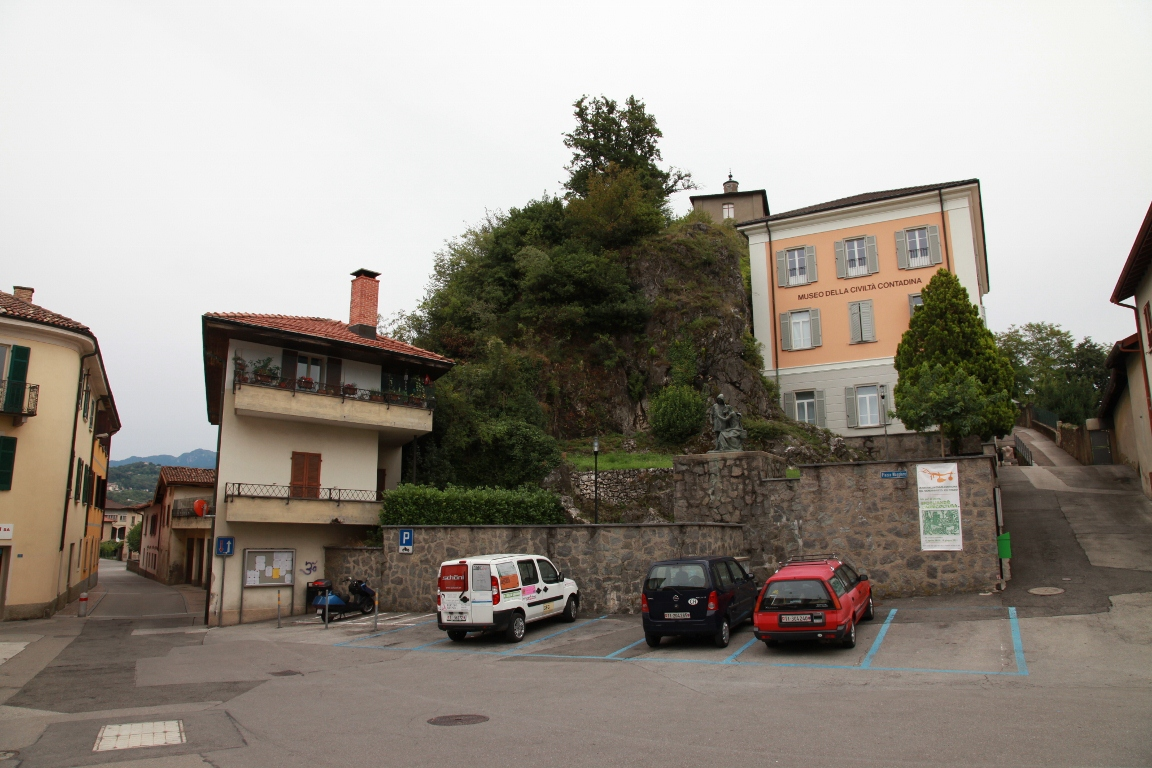
Centrum obce

Obec je poprvé zmiňována již v roce 1067 pod identickým názvem Stabio.
Vesnice byla osídlena již v římských dobách. Její název je odvozen od latinského slova stabulum („stabilní“). Vykopávky v oblasti San Pietro dokazují kontinuitu osídlení od roku 400 př. n. l. do 7. století. Na pohřby z doby železné navazuje pohřebiště a sídlištní objekty z doby římské, stopy po kultu Merkura a četné langobardské hroby. V roce 1999 byla na území obce objevena bohatá hrobová výbava longobardského válečníka.
V roce 1181 postoupil rod Orelliů z Locarna desátkové právo v regionu biskupovi z Coma. V roce 1275 vlastnila majetek a práva ve Stabiu mimo jiné benediktinská opatství Sant'Abbondio v Comu a Sant'Ambrogio v Miláně. Církevně patřilo Stabio do vikariátu Mendrisio, od kterého se oddělilo před rokem 1575.
V září 1943 překročilo nedaleko obce mnoho italských uprchlíků hranici na řece Gaggio do Švýcarska.
V říjnu 2019 byl ve Stabiu objeven brouk listokaz japonský (Popillia japonica), původem z Japonska. S cílem zabránit jeho šíření byl na půdu a části rostlin z postižené oblasti uvalen zákaz vývozu.

## Obyvatelstvo
| Rok            | 1591 | 1643 | 1723 | 1801 | 1850 | 1900 | 1950 | 2000 | 2005 | 2010 | 2011 | 2020 |
| Počet obyvatel | 500  | 660  | 827  | 1060 | 1780 | 2255 | 1796 | 3627 | 4274 | 4341 | 4371 | 4491 |

Obec se nachází v jižní části kantonu Ticino, která je jednou z italsky mluvících oblastí Švýcarska. Převážná většina obyvatel obce tak hovoří italsky.

## Hospodářství
V 19. století se rozvíjelo přádelnictví hedvábí a později tabákový průmysl. První továrnou byla továrna na košile Realini, založená v roce 1902, kterou v roce 1976 převzala skupina Ermenegildo Zegna (přibližně 900 zaměstnanců v roce 2005).
Termální prameny objevené kolem roku 1850 vedly k založení lázní, jejichž voda se k léčebným účelům využívala ještě na počátku 21. století.
Od 60. let 20. století zažívá obec průmyslový rozmach v potravinářství, strojírenství, textilním a oděvním průmyslu a také v oblasti elektrických a hybridních vozidel. V obci se nachází manufaktura hodinářské společnosti Ronda.

## Doprava

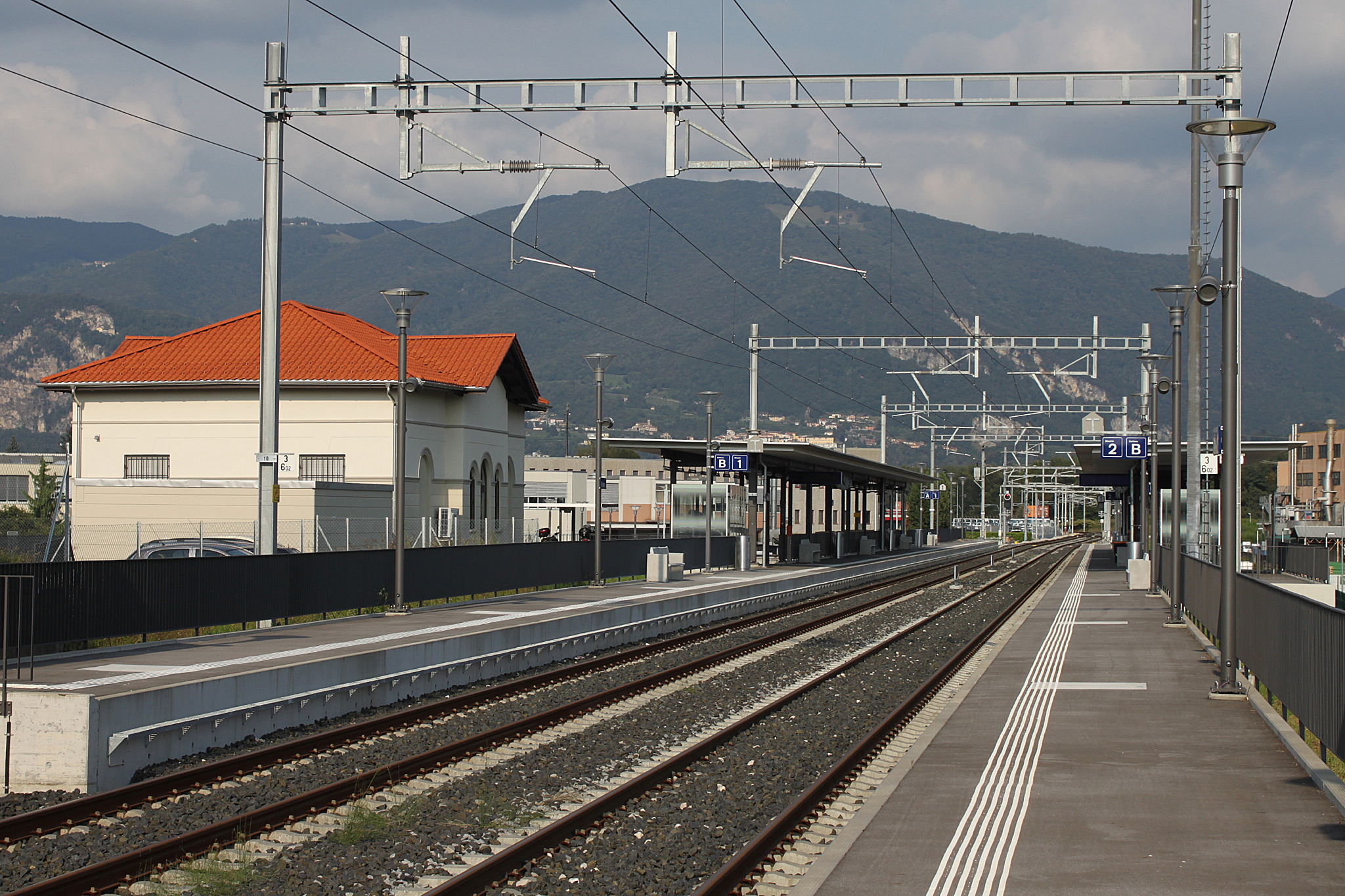
Zrekonstruovaná železniční stanice Stabio (2015)

Stabio leží v blízkosti hranicí s Itálií, tranzitní a celní doprava má proto velký význam. Obec leží na kantonální silnici 394 z Mendrisia do Malnate. Silnice A24 vede od okraje Stabia k dálničnímu sjezdu Mendrisio-Süd.
Železniční trať z Mendrisia přes Stabio do Malnate byla uzavřena v roce 1928. Obec byla poté dlouhá desetiletí napojena na síť veřejné dopravy pouze autobusovou dopravou Postauto. V roce 2014 byla otevřena nová příměstská železniční trať z Mendrisia do Stabia, jejíž výstavba začala v roce 2009 a v lednu 2018 byl zahájen provoz až do Varese.
V roce 2020 byl otevřen překládkový terminál pro kombinovanou dopravu s pěti kolejemi o celkové délce 920 m. Terminál, nacházející se u dálnice A24, provozuje společnost Punto Franco a je spojen s nádražím Mendrisio.

## Osobnosti
- Paolo Meneguzzi (* 1976), švýcarský popový zpěvák
- Valon Behrami (* 1985), švýcarský fotbalista kosovského původu, vyrostl ve Stabiu